# Асаділов Дархан Абсадикович
Дархан Абсадикович Асаділов (каз. Дархан Абсадықұлы Асаділов; нар. 8 серпня 1987, Шимкент, КРСР) — казахський каратист, бронзовий призер Олімпійських ігор 2020 року, призер чемпіонатів світу та Азії, чемпіон Азійських ігор.

## Кар'єра
Першу вагому перемогу Дархан Асаділов здобув у 2008 році. На чемпіонаті світу йому вдалося вийти у фінал, де він поступився хорватському спортсмену. Наступного року він зумів виграти бронзову медаль чемпіонату Азії, а у 2010 році казах переміг усіх своїх суперників і став чемпіоном Азійських ігор. На Азійських іграх у 2014 та 2018 роках спортсмен виграти медалі не зумів. На Всесвітніх іграх виграти медаль Дархану також не вдалося.
У 2018 році, на чемпіонаті світу в Мадриді, Асаділов став бронзовим призером, вигравши свою другу медаль на змаганнях такого рівня.
Після включення у програму Олімпійських ігор 2020 року карате, Дархан Асаділов мав можливість поборотися за олімпійську медаль. Вагова категорія до 60 кг не була олімпійською, але відповідно до правил відбору, два найкращих спортсмени цієї категорії отримають олімпійські ліцензії. Асаділов успішно виступав на міжнародних турнірах, регулярно перебуваючи серед призерів і переможців змагань, що дозволило йому стати найкращим у рейтингу спортсменом вагової категорії до 60 кг, та отримати олімпійську ліцензію.
5 серпня 2021 року Ассаділов виступав на Олімпійських іграх. У ваговій категорії до 67 кг виступило 11 спортсменів. На першому етапі їх поділили на дві групи по 5 і 6 спортсменів відповідно. Для того щоб вийти у наступний етап і гарантувати собі медаль, необхідно було посісти перше або друге місце у групі. Дархан потрапив у першу групу, де впевнено переміг усіх своїх суперників: турка Ерая Шамдана, азербайджанця Фірдовсі Фарзалієва, японця Наото Саґо та єгиптянина Алі Ель-Саві. У півфіналі казах поступився французькому каратеці Стівену Да Кості, здобувши бронзову олімпійську медаль.

## Спортивні досягнення
| Рік  | Турнір            | Місце проведення    | Результат |
| ---- | ----------------- | ------------------- | --------- |
| 2021 | Олімпійські ігри  | Токіо, Японія       | Бронза    |
| 2021 | K1 Premier League | Лісабон, Португалія | Бронза    |
| 2020 | K1 Premier League | Зальцбург, Австрія  | Бронза    |
| 2020 | K1 Premier League | Дубай, ОАЕ          | Срібло    |
| 2020 | K1 Premier League | Париж, Франція      | Срібло    |
| 2020 | K1 Series A       | Сантьяго, Чилі      | Бронза    |
| 2019 | K1 Premier League | Мадрид, Іспанія     | Золото    |
| 2019 | K1 Series A       | Сантьяго, Чилі      | Бронза    |
| 2019 | K1 Premier League | Токіо, Японія       | Золото    |
| 2019 | K1 Series A       | Монреаль, Канада    | Золото    |
| 2019 | K1 Premier League | Шанхай, Китай       | Золото    |
| 2019 | K1 Premier League | Рабат, Марокко      | Золото    |
| 2019 | K1 Series A       | Зальцбург, Австрія  | Золото    |
| 2019 | K1 Premier League | Дубай, ОАЕ          | Золото    |
| 2019 | K1 Premier League | Париж, Франція      | Бронза    |
| 2018 | Чемпіонат світу   | Мадрид, Іспанія     | Бронза    |
| 2018 | K1 Premier League | Стамбул, Туреччина  | Бронза    |
| 2018 | K1 Premier League | Париж, Франція      | Золото    |
| 2017 | Чемпіонат Азії    | Астана, Казахстан   | Бронза    |
| 2016 | K1 Premier League | Гамбург, Німеччина  | Бронза    |
| 2016 | K1 Premier League | Дубай, ОАЕ          | Срібло    |
| 2013 | K1 Premier League | Тюмень, Росія       | Бронза    |
| 2008 | Чемпіонат світу   | Токіо, Японія       | Срібло    |